# 皎碶桥
29°50′37.9″N 121°41′26.1″E / 29.843861°N 121.690583°E
皎碶桥位于中国浙江省宁波市鄞州区五乡镇皎碶河村皎碶自然村大桥头后塘河上，现桥重建于清嘉庆七年（1802年），南北向横跨于鄞东后塘河，为三孔二墩石拱桥，长22.47米，宽2.86米，由长条石砌筑，另设有两碑立于岸堤上新建桥亭处，分别为《众善碑》、《重建鄞东皎碶桥》，2010年9月公布为鄞州区文物保护单位，2023年9月1日公布为宁波市文物保护单位。